# Кривая Персея

Кривые Персея как сечения тора плоскостью

Три кривых Персея:

Кривая Персея (спирическое сечение, спирическая линия, от др.-греч. σπειρα — тор) — сечение тора плоскостью, параллельной оси вращения тора; плоская алгебраическая кривая 4-го порядка. В зависимости от параметров сечения, кривые могут иметь формы «выпуклых» и «вдавленных» овалов, «восьмёрок» и двух овалов.
Впервые этот подкласс торических сечений изучен древнегреческим геометром Персеем около 150 года до н. э., спустя приблизительно 200 лет после первых исследований конических сечений Менехмом. Переоткрыты в XVII веке; лемниската Бута («выпуклый овал») и овал Кассини («восьмёрка») — частные случаи кривой Персея.
Уравнение кривой в декартовой системе координат:
{\displaystyle (r^{2}-a^{2}+c^{2}+x^{2}+y^{2})^{2}=4r^{2}(x^{2}+c^{2})},
в ней {\displaystyle a} — радиус окружности, вращением которой вдоль окружности с радиусом {\displaystyle r} образован тор. При {\displaystyle c=0} кривая состоит из двух окружностей радиуса {\displaystyle a} с центрами {\displaystyle (\pm r,0)}; при {\displaystyle c=r+a} кривая вырождается в точку — начало координат, если же {\displaystyle c>r+a} — то кривая состоит из пустого множества точек.
Если ввести новые параметры: {\displaystyle d=2(a^{2}+b^{2}-c^{2})}, {\displaystyle e=2(a^{2}-b^{2}-c^{2})} и {\displaystyle f=-(a+b+c)(a+b-c)(a-b+c)(a-b-c)}, то возникает другая форма уравнения:
{\displaystyle (x^{2}+y^{2})^{2}=dx^{2}+ey^{2}+f}.
Также можно определить кривую Персея как бициркулярную кривую, симметричную относительно осей {\displaystyle x} и {\displaystyle y}.
Уравнение в полярных координатах:
{\displaystyle (r^{2}-a^{2}+b^{2}+c^{2})^{2}=4b^{2}(r^{2}\cos ^{2}\theta +c^{2})},
или:
{\displaystyle r^{4}=r^{2}(d\cos ^{2}\theta +e\sin ^{2}\theta )+f}.
Поскольку в приведённые неявные формулы входят только квадраты переменных, то получение явных формул сводится к решению квадратных уравнений.